# 閃光ライダー
「閃光ライダー」（せんこうライダー）は、2014年8月27日に発売されたShooting Star Girlsの3枚目のシングル。

## 概要
流星群少女としての活動休止から、Shooting Star Girlsへと改名し、復活してからの第1弾シングル。前シングル「チャーリーを探せっ」より10ヶ月ぶりのシングルとなる。当シングルのタイトル曲である「閃光ライダー」はこのリリースのために書き下ろされた新曲ではなく以前から存在していた曲であり、ライブで盛り上がる曲としてファンの中でも人気の高いこの楽曲が復活第1弾としてリリースされることとなった。

## 収録曲

### Type-A
1. 閃光ライダー
（作詞：山田寿美子 作曲：山田寿美子・市原匡貴 編曲：SHiNTA[2]）
2. シューティングスタートラベラー
（作詞・作曲：関戸太陽）
3. 閃光ライダー（Instrument)
4. シューティングスタートラベラー（Instrument）

### Type-B
1. 閃光ライダー
（作詞：山田寿美子 作曲：山田寿美子・市原匡貴）
2. チャーリーを探せっ～SSG BAND ver～
3. 閃光ライダー（Instrument)